# Slag bij Jonesborough
De Slag bij Jonesborough vond plaats tussen 31 augustus en 1 september 1864 in Clayton County Georgia tijdens de Amerikaanse Burgeroorlog. Twee Noordelijke legers onder leiding van generaal-majoor William T. Sherman probeerde het Zuidelijke Army of Tennessee uit hun stellingen rond Atlanta te lokken om ze in een open veldslag te vernietigen. Hoewel het Zuidelijke leger niet vernietigd werd, dienden ze Atlanta toch te evacueren. De Noordelijken bezetten de stad voor de rest van de oorlog.

## Achtergrond
Tijdens verschillende raids was Sherman er met tijdelijk succes in geslaagd om de aanvoerlijnen van de Zuidelijken onder leiding van John Bell Hood te verstoren. De Zuidelijken herstelden de aangerichte schade zonder veel problemen. Eind augustus wou Sherman een nieuwe poging ondernemen om de Zuidelijke aanvoerlijnen, de Mâcon & Western en Atlanta & West Point Spoorwegen, definitief onbruikbaar te maken. Zo wou hij de Zuidelijken dwingen om Atltanta op te geven.
Sherman liet zes van zijn zeven infanteriekorpsen oprukken tegen de Zuidelijke aanvoerlijnen. Op 25 augustus vertrokken de Noordelijken om de spoorweg aan te vallen tussen Mountain View en Jonesboro.
Om deze bewegingen tegen te gaan werd luitenant-generaal William J. Hardee en twee korpsen eropuit gestuurd om de Noordelijken te stoppen en te verjagen. Wat de Zuidelijken niet wisten, was dat vrijwel het volledige Noordelijke leger op komst was waardoor Hardee en zijn soldaten sterk in de minderheid waren.

## De slag

### 31 augustus
Op 31 augustus had generaal-majoor Oliver O. Howard zijn twee korpsen stellingen laten innemen langs de oostelijke oever van de Flint River. Het XV Corps van John A. Logan had zich ingegraven op hoger gelegen terrein tegenover de Mâcon & Western Spoorweg. Het XVI Corps, onder leiding van Thomas E. G. Ransom, lag haaks op de rechterflank van Logan. Frank Blair en het XVII Corps lag in reserve ten westen van de rivier.
Hardee nam de algemene leiding op zich van de twee korpsen terwijl Patrick Cleburne zijn eigen korps aanvoerde. Cleburne zou in zuidelijke richting oprukken en de Noordelijke stellingen van Ransom aanvallen. Logans linies zouden een tweede aanval te verduren krijgen. Cleburnes voorste divisie onder leiding van Mark Lowrey botste op de Noordelijke cavalerie van Hugh Judson Kilpatrick. Hun vuur was zo verwoestend dat Lowrey de aanval op Ransoms stellingen afbrak en zich volledig concentreerde op de Noordelijke cavalerie. Lowrey verdreef de vijandelijke cavalerie. In plaats van zijn eerste doel opnieuw aan te pakken, joeg hij de vijandelijke cavaleristen na tot over de Flint River. Ze werden uiteindelijk gestopt door de divisie van Giles A. Smith die deel uitmaakte van het Noordelijke XVII Corps.

### 1 september
De volgende dag op 1 september zette Sherman het XIV Corps onder leiding van Jefferson C. Davis in om de Zuidelijke stellingen ten noorden van Jonesborough aan te vallen. De ochtend en voormiddag werd voornamelijk gebruikt om extra versterkingen aan te voeren. Ondertussen stelde Hardee zijn korps op in een defensieve slaglinie met de divisies van John C. Brown en Cleburne langs de Mâcon and Western Spoorweg. George Maneys divisie werd opgesteld naast Cleburnes rechterflank zodat er een soort uitstulping ontstond.
Tegen 16.00u was het korps van Stanley nog niet ter plaatse. Dit korps had kort ervoor de spoorweg aangevallen. Sherman gaf het bevel aan Davis om een aanval uit te voeren op de Zuidelijke stellingen van Cleburne en Maney. De top van de bult werd bezet door de brigade van Daniel Govan. De eerste Noordelijke aanval werd met gemak afgeslagen. Daarna stelde Davis drie divisies op om de volgende aanval in te zetten. De divisie van Absalom Baird nam het centrum waar. De divisie van James D. Morgan nam de linkerflank voor zijn rekening terwijl William P. Carlin op de rechterflank stond opgesteld. ook het XV Corps van John A. Logan rukte mee op aan de rechterzijde van Davis. Na zware gevechten braken de Noordelijken door de Zuidelijke linies waar Govan het bevel had. Samen met 600 van zijn soldaten werd Govan gevangengenomen. Davis’ soldaten stroomden door het gat. Op dit ogenblik arriveerde het korps van Stanley. De Zuidelijken slaagden erin om Lovejoy’s Station te bereiken.
Die nacht gaf Hood het bevel tot evacuatie van Atlanta. De Noordelijken waren erin geslaagd om de toevoerlijnen van Hood door te snijden maar Hardees eenheden waren niet vernietigd. Op 2 september namen de Noordelijken Atlanta in.

## Gevolgen
De slag bij Jonesborough was de laatste slag van de Atlanta-veldtocht. De Noordelijken slaagden erin om de stad in te nemen. De inname van de stad hielp president Abraham Lincoln herverkozen te raken in november. Hood trok zich terug in oostelijke richting wat zou leiden tot Shermans Mars naar de Zee en de vernietiging van het Army of Tennessee in de Franklin-Nashvilleveldtocht.